# ファイル転送
ファイル転送（ファイルてんそう、英語: file transfer）とは、あるコンピュータシステムから別のコンピュータシステムへ、伝送路を介してファイルを転送することである。通常、ファイル転送は通信プロトコルによって仲介される。コンピューティングの歴史において、多くのファイル転送プロトコルが、異なる利用分野のために設計されてきた。

## プロトコル
ファイル転送プロトコル(file transfer protocol)は、2つのエンドポイント間でファイルを転送する方法を記述するプロトコルである。ファイルシステム内に単一のユニットとして格納されているファイルをビットストリームとして送信するものや、ファイル名・ファイルサイズ・タイムスタンプ、さらにはファイルシステムのパーミッションやファイル属性などの関連するメタデータを送信するものもある。
例:
- File Transfer Protocol(FTP) - 古くから使われているクロスプラットフォームのファイル転送プロトコル[1]。
- SSH File Transfer Protocol - Secure Shell(SSH)によって保護されたファイル転送プロトコル
- Secure copy (scp) - Secure Shell(SSH)ベースのプロトコル
- Hypertext Transfer Protocol(HTTP)はファイル転送にも対応している
- BitTorrent、Gnutellaなどの分散ファイル転送システムはPeer to Peerを使用する
- IBMのSystems Network ArchitectureにおけるLU 6.2 Connect:Direct（英語版）とXCOM Data Transport（英語版）
- 多くのインスタントメッセージやLANメッセンジャー（英語版）はファイル転送機能に対応している。
- ダイヤルアップモデムのヌルモデムリンクはXMODEM、YMODEM、ZMODEMなどを使用する。

## ツール・ソフトウェア
ファイル転送を行うツールやソフトウェアは以下のカテゴリに分けられる。

### ファイルマネージャー型
ファイル転送に加えて、移動、コピー、削除、リネームなどのファイルに対する基本的な操作を行うことができるもの。
代表例として、FFFTPがある。

### ファイル便型
ファイルのアップロード後にダウンロードページのURLをメール等で通知し、通知の受信者がファイルをダウンロードできるようにするもの。代表例として、宅ふぁいる便（現在はサービス終了）がある。

### エンハンス型
ウェブシステムに対して、ファイル転送関連の機能を追加するミドルウェアの形態をとるもの。代表例として、高速ファイル転送機能を追加するOcleBaseがある。